# الطريق المفقود وكتابات أخرى
الطريق المفقود وكتابات أخرى - اللغة والأسطورة قبل سيد الخواتم هو المجلد الخامس من مجموعة تاريخ الأرض الوسطى، وهو عبارة عن سلسلة من مجموعات المسودات والمقالات التي كتبها جون رونالد تولكين. حُرَّرت ونُشِرَت بعد وفاته في عام 1987 من قبل كريستوفر تولكين.

## مقاربة
الطريق المفقود هو نتيجة لاتفاق بين تولكين وسي إس لويس، إذ اتفقا أن يحاولا الكتابة في مجال الخيال العلمي. انتهى الأمر مع لويس بكتابة قصة عن السفر إلى الفضاء، نتج عنها ما بات يُعرَف بثلاثية الفضاء، حاول تولكين كتابة شيء عن السفر عبر الزمن، لكنه لم يكمله أبدًا. وكانت مجرد بداية مجزأة لقصة، تركيبها غير متناسق وتتضمّن عدة أجزاء من السرد، بما في ذلك أربعة فصول كاملة تتناول إنجلترا الحديثة ونيمينور، نستطيع من من خلالها الحصول على نظر عن القصة بأكملها كما كان ينبغي أن تكون. كان المخطط هو السفر عبر الزمن عن طريق «الرؤية» أو «مُدخَل ذهني» يجعلك تعود تجربة ما حدث بالفعل. بهذه الطريقة، ترتبط الحكاية أولاً بألفريد العظيم ملك إنجلترا الأنجلوسكسونية، ثم بملك لومبارد ألبوين في عهد القديس بنديكت، وبحر البلطيق أثناء عصر الفايكنج، وأيرلندا في زمن مجيء تواتا دي دانان ( 600 سنة بعد طوفان نوح)، والشمال في عصور ما قبل التاريخ في العصر الجليدي، وقصة غالدور، وأخيرًا سقوط جيل غالاد، قبل إعادة سرد الأسطورة الرئيسية لسقوط نيمينور (جزيرة أطلس بحسب القصة) وانحناء العالم. وتستكشف«الطريق المستقيم» في الغرب، فقط في الذاكرة لأن العالم مستدير.
أعاد تولكين صياغة بعض الأفكار من الطريق المفقود وتوسّع فيها في «أوراق نادي الفكرة»، التي لم تكتمل ولم ترَ النور أيضًا.

## وصلات خارجية
- More in-depth information on The Lost Road by JRR Tolkien